# Morska spaka
Morska spaka ali pogovorno morska žaba (znanstveno ime Lophius piscatorius) je morska riba iz družine morskih spak (Lophiidae).

## Opis
Ta riba je na prvi pogled podobna krastači. Njeno telo je sploščeno, glavo, ki zavzema večji del telesa, pa ima nenavadno veliko. Na glavi so velika usta, na vrhu pa ima dvoje oči. Glava nekje na polovici telesa prehaja v trup, ki se proti repu klinasto oži. Prsne plavuti se nahajajo na bokih, tik za glavo in so nameščene na posebnih izrastkih. Riba je različnih barv, od rdeče do rjavo sive barve in je nekoliko pegasta. Zraste lahko do dolžine enega metra.

## Habitat in razširjenost
Večino časa ta riba preživi zakopana v blato ali peščeno morsko dno, kjer preži na svoj plen, ki ga privablja s pomočjo posebnih izrastkov na glavi. Ko se plen približa tem izrastkom, ga morska spaka dobesedno posrka vase. Ta ribja vrsta živi v večjih globinah, tudi več kot 100 metrov pod morjem, razširjena pa je v Atlantskem oceanu in Sredozemlju z vsemi morji. Tako je ta riba pogosta tudi v Jadranskem morju, kjer jo lovijo vse leto z mrežami vlečnicami in parangali. V slovenskem morju jih je malo.
Morska spaka velja za izjemno okusno ribo, ki ima mehko, belo meso. Največ jo pripravljajo v brodetu, izjemno priljubljena pa je tudi pečena na žaru.